# Gouvernement Ruiz-Gallardón II
 Communauté de Madrid
Ruiz-Gallardón I Ruiz-Gallardón III
Le gouvernement Ruiz-Gallardón II est le gouvernement de la communauté de Madrid entre le 14 juillet 1999 et le 14 juin 2003, durant la Ve législature de l'Assemblée de Madrid. Il est présidé par Alberto Ruiz-Gallardón.

## Composition

### Initiale
| Fonction                                                                               | Titulaire | Titulaire              | Parti |
| -------------------------------------------------------------------------------------- | --------- | ---------------------- | ----- |
| Président                                                                              |           | Alberto Ruiz-Gallardón | PPM   |
| Vice-président Conseiller à la Politique territoriale, à l'Urbanisme et aux Transports |           | Luis Eduardo Cortés    | PPM   |
| Conseillère aux Beaux-arts                                                             |           | Alicia Moreno Espert   | PPM   |
| Conseiller à l'Économie et à l'Emploi                                                  |           | Luis Blázquez          | PPM   |
| Conseiller à l'Éducation                                                               |           | Gustavo Villapalos     | PPM   |
| Conseiller aux Finances                                                                |           | Antonio Beteta         | PPM   |
| Conseiller à l'Environnement                                                           |           | Carlos Mayor Oreja     | PPM   |
| Conseiller à la Présidence                                                             |           | Manuel Cobo            | PPM   |
| Conseiller à la Santé                                                                  |           | José Ignacio Echániz   | PPM   |
| Conseillère aux Services sociaux                                                       |           | Pilar Martínez         | PPM   |

### Remaniement du27 mai 2000
- Les nouveaux conseillers sont indiqués en gras, ceux ayant changé d'attributions en italique.

| Fonction                                                                               | Titulaire | Titulaire              | Parti |
| -------------------------------------------------------------------------------------- | --------- | ---------------------- | ----- |
| Président                                                                              |           | Alberto Ruiz-Gallardón | PPM   |
| Vice-président Conseiller à la Politique territoriale, à l'Urbanisme et aux Transports |           | Luis Eduardo Cortés    | PPM   |
| Conseillère aux Beaux-arts                                                             |           | Alicia Moreno Espert   | PPM   |
| Conseiller à l'Économie et à l'Emploi                                                  |           | Luis Blázquez          | PPM   |
| Conseiller à l'Éducation                                                               |           | Gustavo Villapalos     | PPM   |
| Conseiller à la Justice, à la Fonction publique et à l'Administration locale           |           | Carlos Mayor Oreja     | PPM   |
| Conseiller à l'Environnement                                                           |           | Pedro Calvo            | PPM   |
| Conseiller à la Présidence et aux Finances                                             |           | Manuel Cobo            | PPM   |
| Conseiller à la Santé                                                                  |           | José Ignacio Echániz   | PPM   |
| Conseillère aux Services sociaux                                                       |           | Pilar Martínez         | PPM   |

### Remaniement du21 septembre 2001
- Les nouveaux conseillers sont indiqués en gras, ceux ayant changé d'attributions en italique.

| Fonction                                                                               | Titulaire | Titulaire              | Parti |
| -------------------------------------------------------------------------------------- | --------- | ---------------------- | ----- |
| Président                                                                              |           | Alberto Ruiz-Gallardón | PPM   |
| Vice-président Conseiller à la Politique territoriale, à l'Urbanisme et aux Transports |           | Luis Eduardo Cortés    | PPM   |
| Conseillère aux Beaux-arts                                                             |           | Alicia Moreno Espert   | PPM   |
| Conseiller à l'Économie et à l'Innovation technologique                                |           | Luis Blázquez          | PPM   |
| Conseiller à l'Éducation                                                               |           | Carlos Mayor Oreja     | PPM   |
| Conseillère à la Justice, à la Fonction publique et à l'Administration locale          |           | Paz González           | PPM   |
| Conseiller à l'Environnement                                                           |           | Pedro Calvo            | PPM   |
| Conseiller à la Présidence, porte-parole                                               |           | Manuel Cobo            | PPM   |
| Conseiller à la Santé                                                                  |           | José Ignacio Echániz   | PPM   |
| Conseillère aux Services sociaux                                                       |           | Pilar Martínez         | PPM   |
| Conseiller au Travail                                                                  |           | Luis Peral             | PPM   |
| Conseiller aux Finances                                                                |           | Juan Bravo             | PPM   |